# Georges Kars
Georges Kars, właśc. Jiri Karpeles (ur. 2 maja 1880, z innych źródeł 1882 w Kralupach, zm. 5 lutego 1945 w Genewie) – czeski malarz pochodzenia żydowskiego tworzący we Francji.
Urodził się w rodzinie pochodzących z Niemiec Żydów handlujących ziarnem, którzy osiedli w Czechach. Już jako dziecko interesował się reprodukcjami obrazów w katalogach Lhemana i lubił wycieczki na wystawy malarstwa w pobliskiej Pradze. Uczęszczał na kursy rysunku i malarstwa, w 1899 wyjechał do Monachium, gdzie rozpoczął studia w Akademii Sztuk Pięknych w pracowni Franza von Stucka i Henry'ego Knirra.
Po ukończeniu nauki w 1905 zamieszkał w Pradze, rok później wyjechał w podróż do Portugalii i Hiszpanii, gdzie poznał Juana Grisa i tworzył kopie Diega Velázqueza i Francisca Goi. Pod koniec 1907 powrócił na krótko do Pragi, aby na początku 1908 wyjechać do Paryża, gdzie zamieszkał w dzielnicy Montmartre. Poznał Suzanne Valadon, Maurice'a Utrilla, André Uttera i Jules'a Pascina, przebywał również z Markiem Chagallem, Guillaume'em Apollinaire'em, Maxem Jacobem, krytykiem sztuki Maurice'em Raynalem oraz greckim malarzem i rytownikiem Démétriosem Galanisem. Wystawiał w Salonie Niezależnych, Salonie des Tuileries i Salonie Jesiennym, wystawę jego prac w Monachium zorganizował Hans Goltz. W czasie I wojny światowej razem z Jules'em Pascinem przebywał w Belgii, obaj musieli opuścić Francję ze względu na przynależność narodową. W 1923 razem z rodziną Suzanne Valadon i André Utterem przebywał w Ségalas, w Pirenejach Atlantyckich. Dziesięć lat później kupił dom w Tossa de Mar, ale w 1936 powrócił do Paryża. Po wybuchu II wojny światowej wyjechał do Lyonu, gdzie Katia Granoff zorganizowała wystawę jego rysunków. Narastające represje sprawiły, że w 1942 wyjechał pod Zurych do siostry. Na początku lutego 1945 postanowił wrócić do Paryża, zatrzymał się w hotelu w Genewie, gdzie dzień przed planowanym wyjazdem wyskoczył z okna położonego na piątym piętrze pokoju hotelowego ponosząc śmierć na miejscu.
Po śmierci Nory Kars w 1966 sprzedano jego pracownię, większą część kolekcji obrazów Georges'a Karsa zakupili Pierre Levy i Oscar Ghez. W tym okresie Katia Granoff obroniła pracę dotyczącą twórczości Karsa i przedstawiła retrospektywne materiały dotyczące jego życia. Od 1 maja do 22 czerwca 1983 miała miejsce wystawa 120 prac artysty, duża kolekcja jego prac znajduje się w Muzeum Sztuki Nowoczesnej w Troyes.

## Galeria

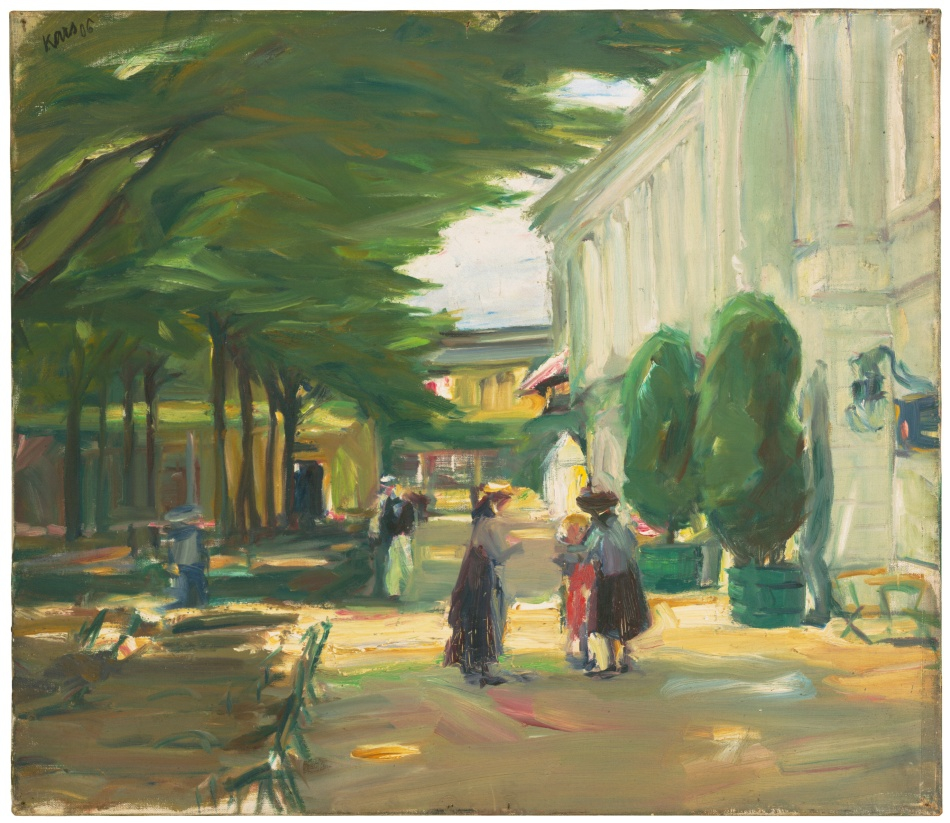
W parku, 1906
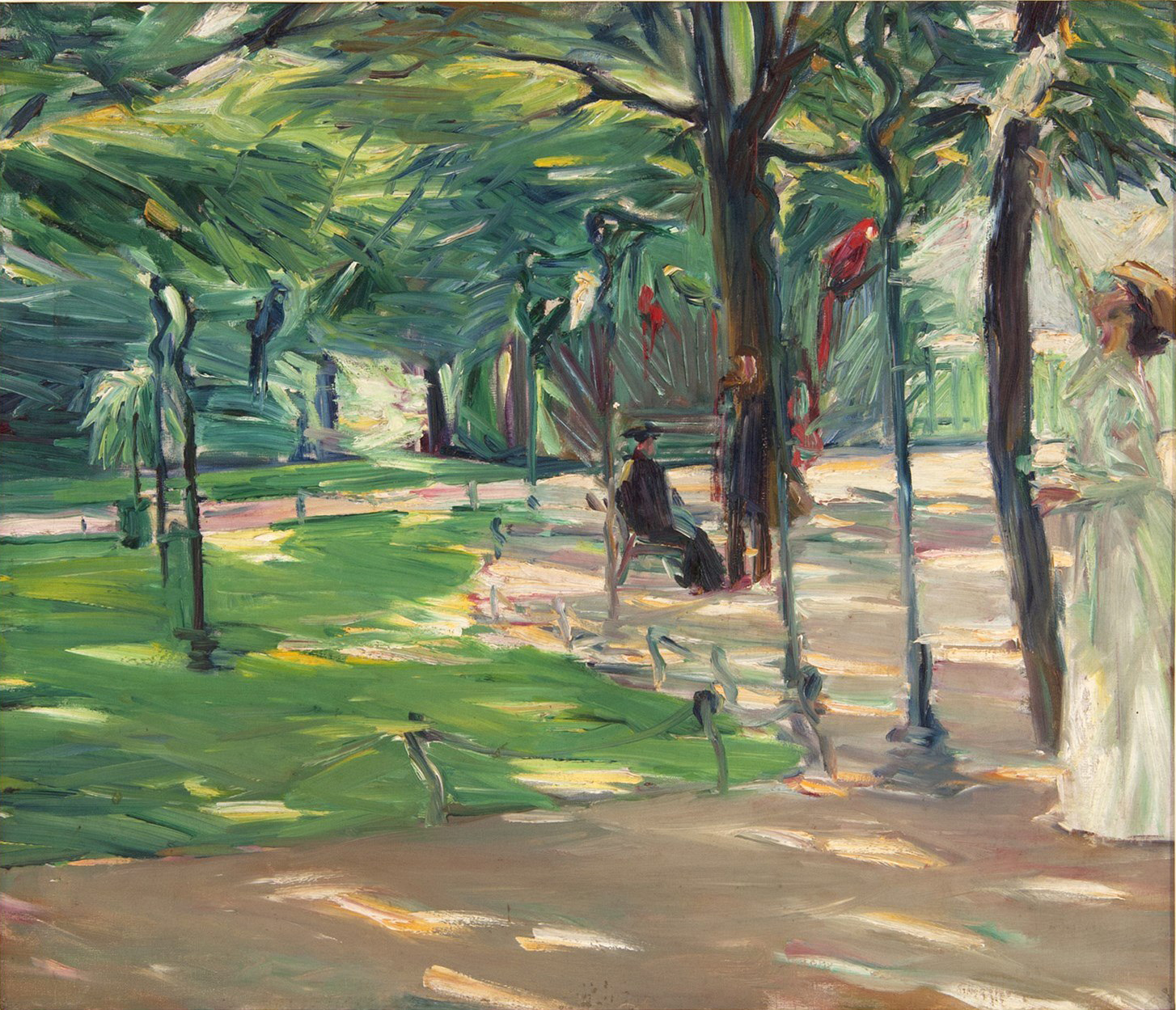
Park z papugami, 1907
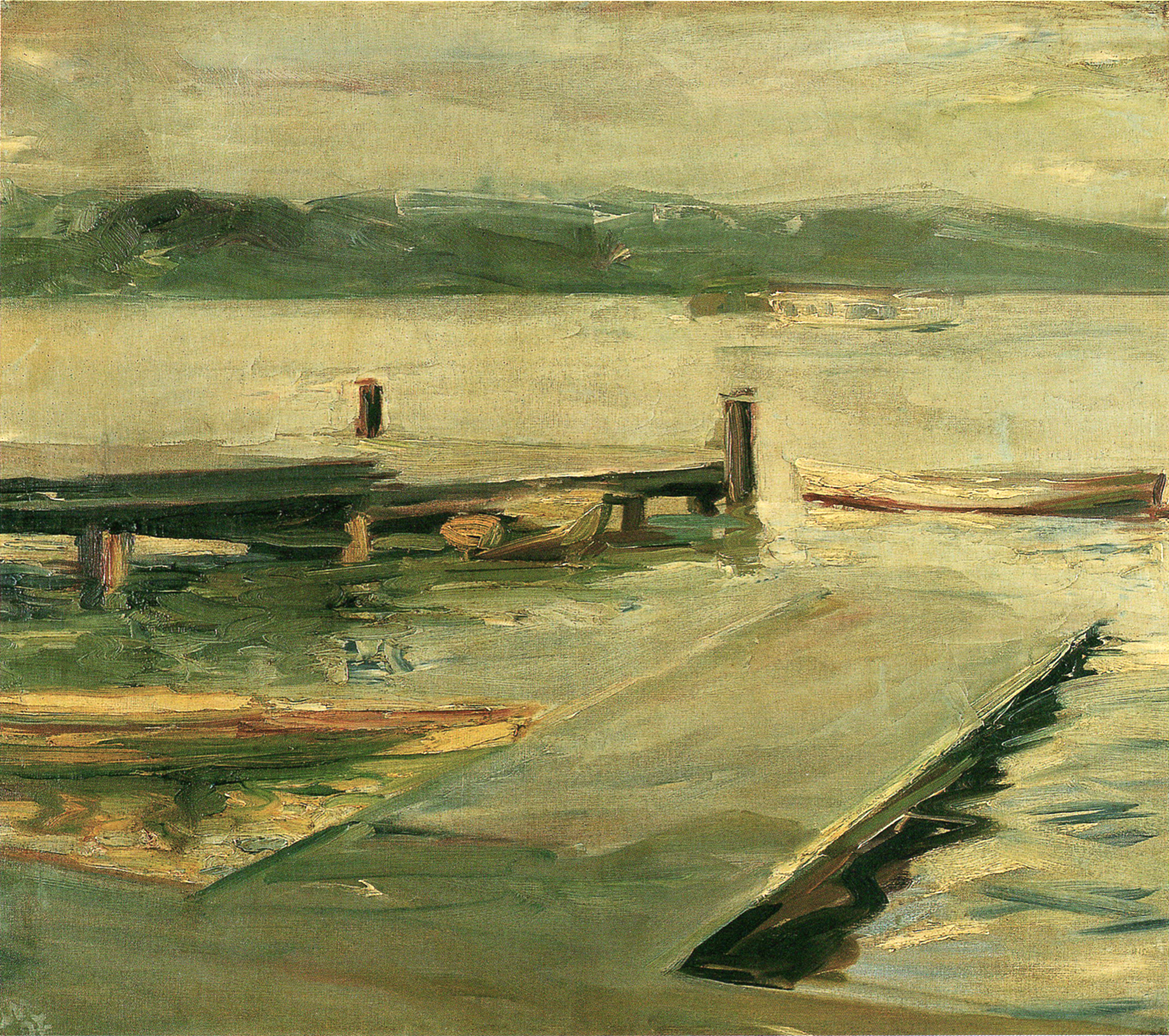
Pomost, 1907
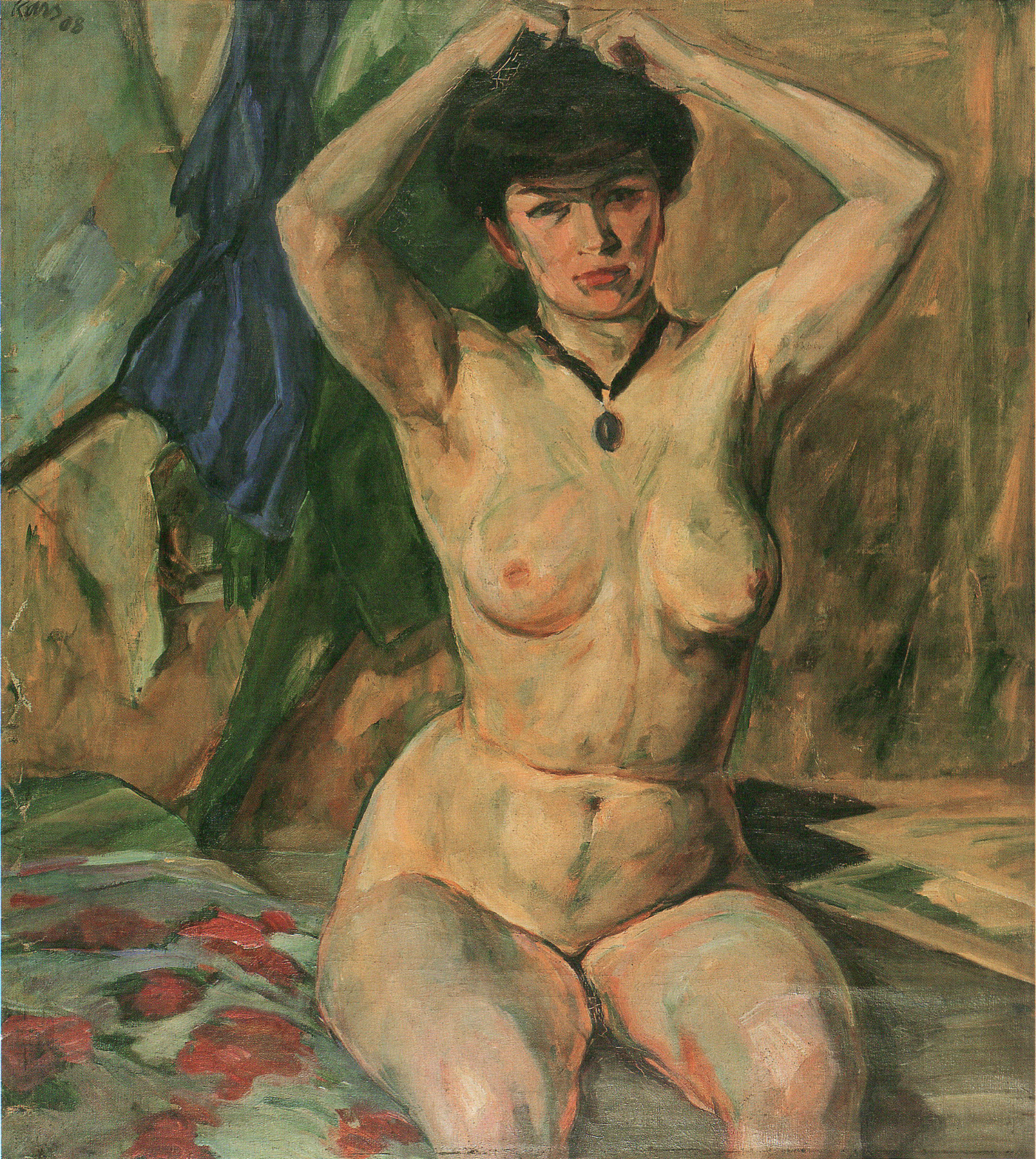
Czesanie włosów, 1908
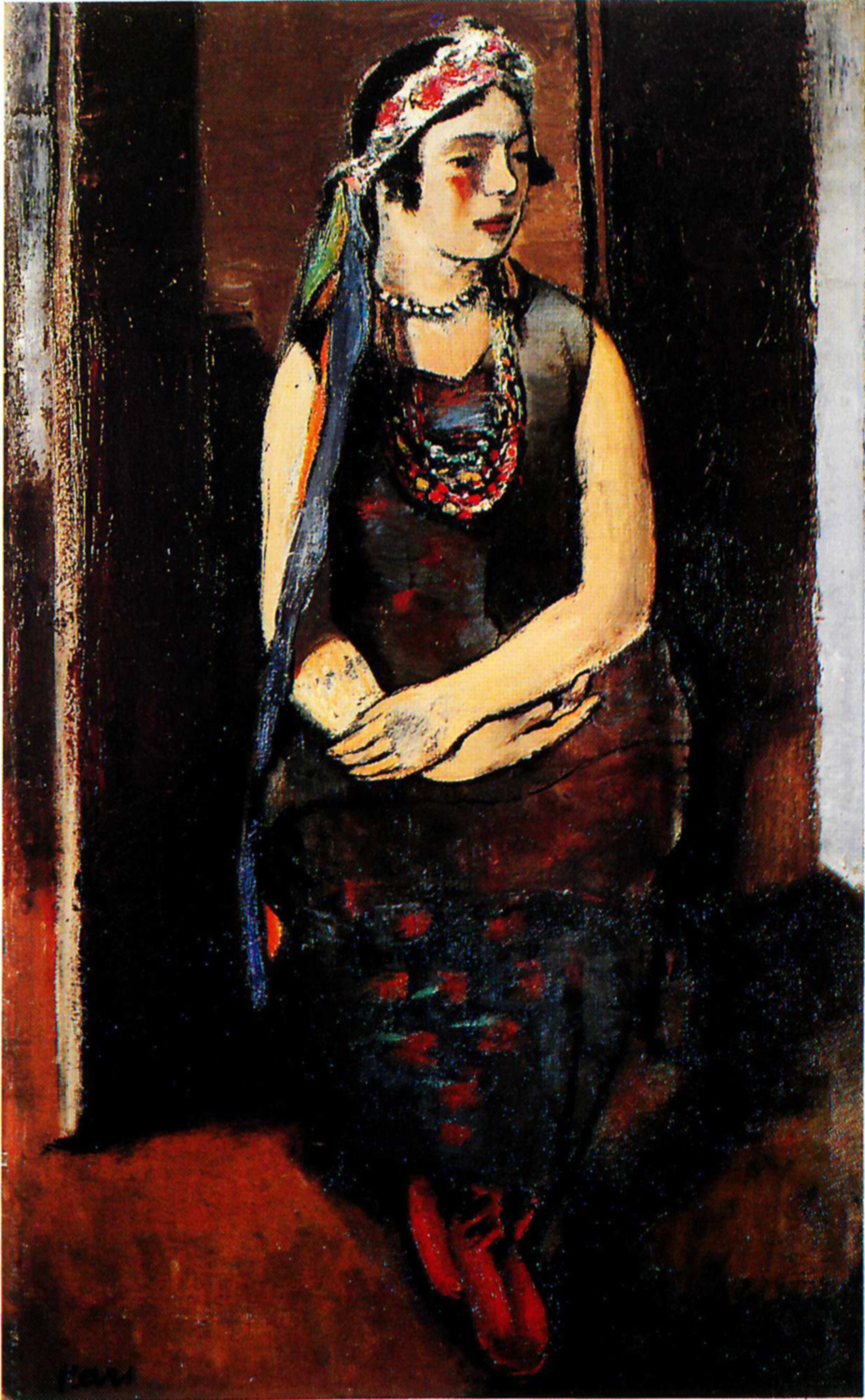
Ukrainka, 1926
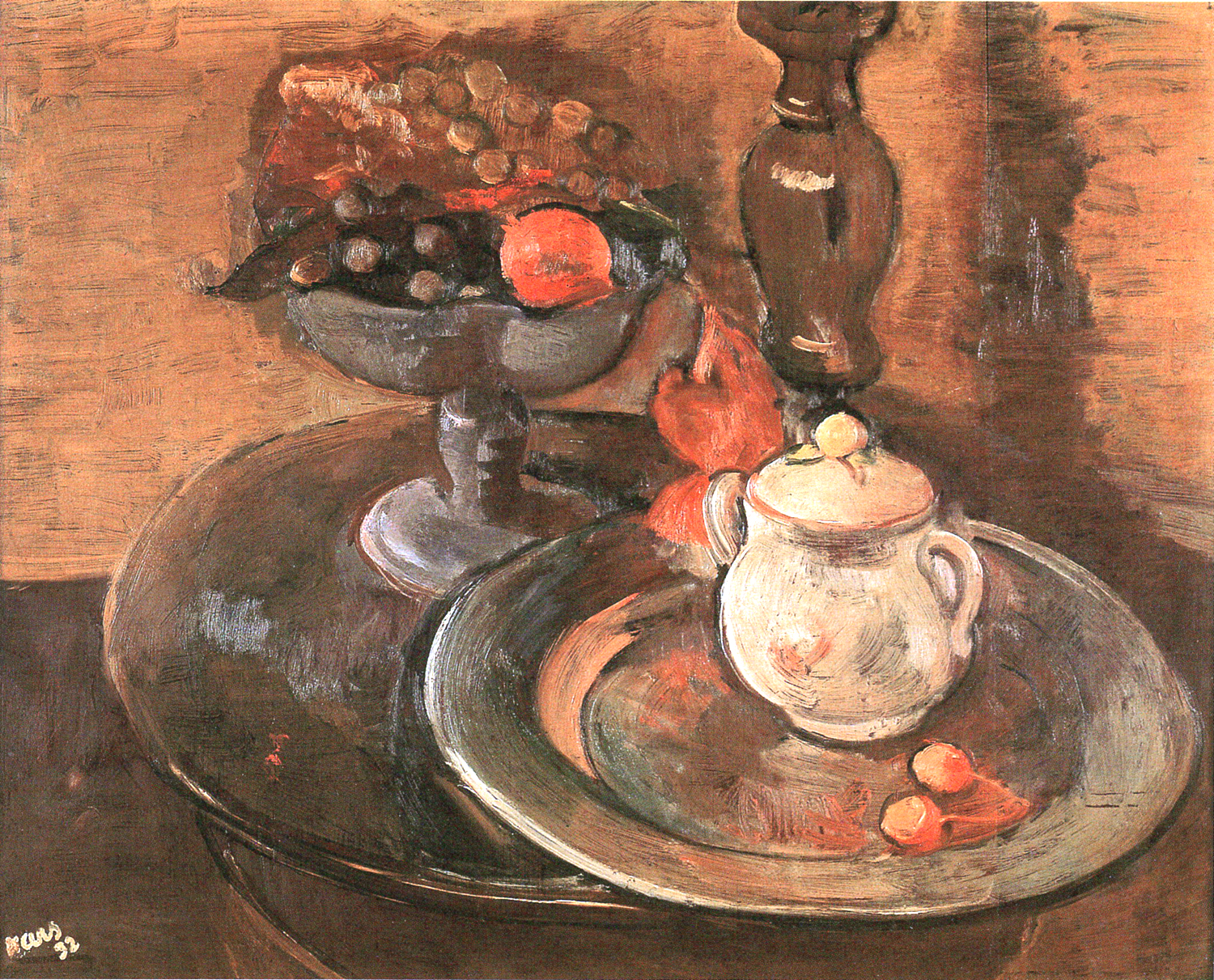
Martwa natura, 1932
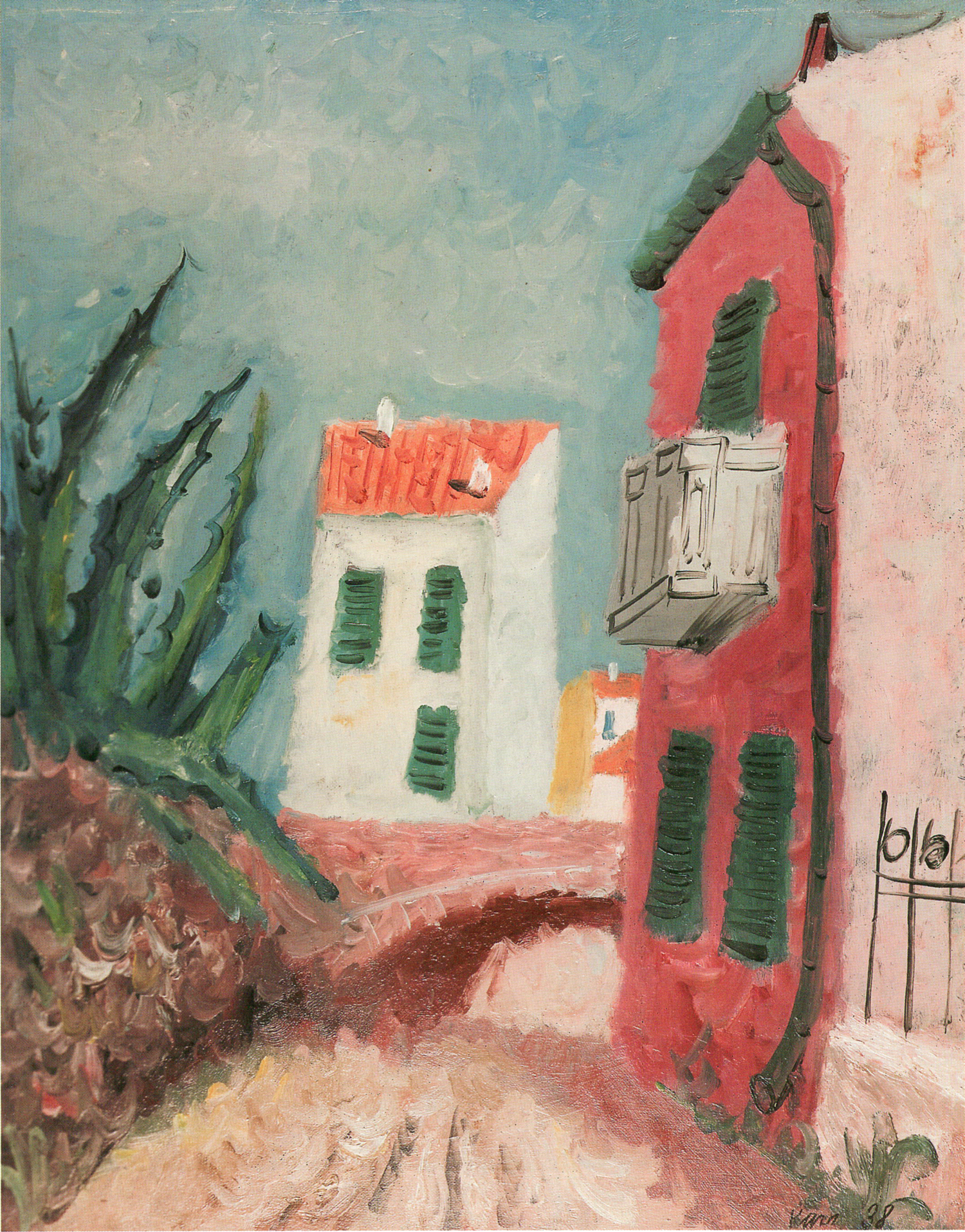
Droga z agawą i domami, 1938
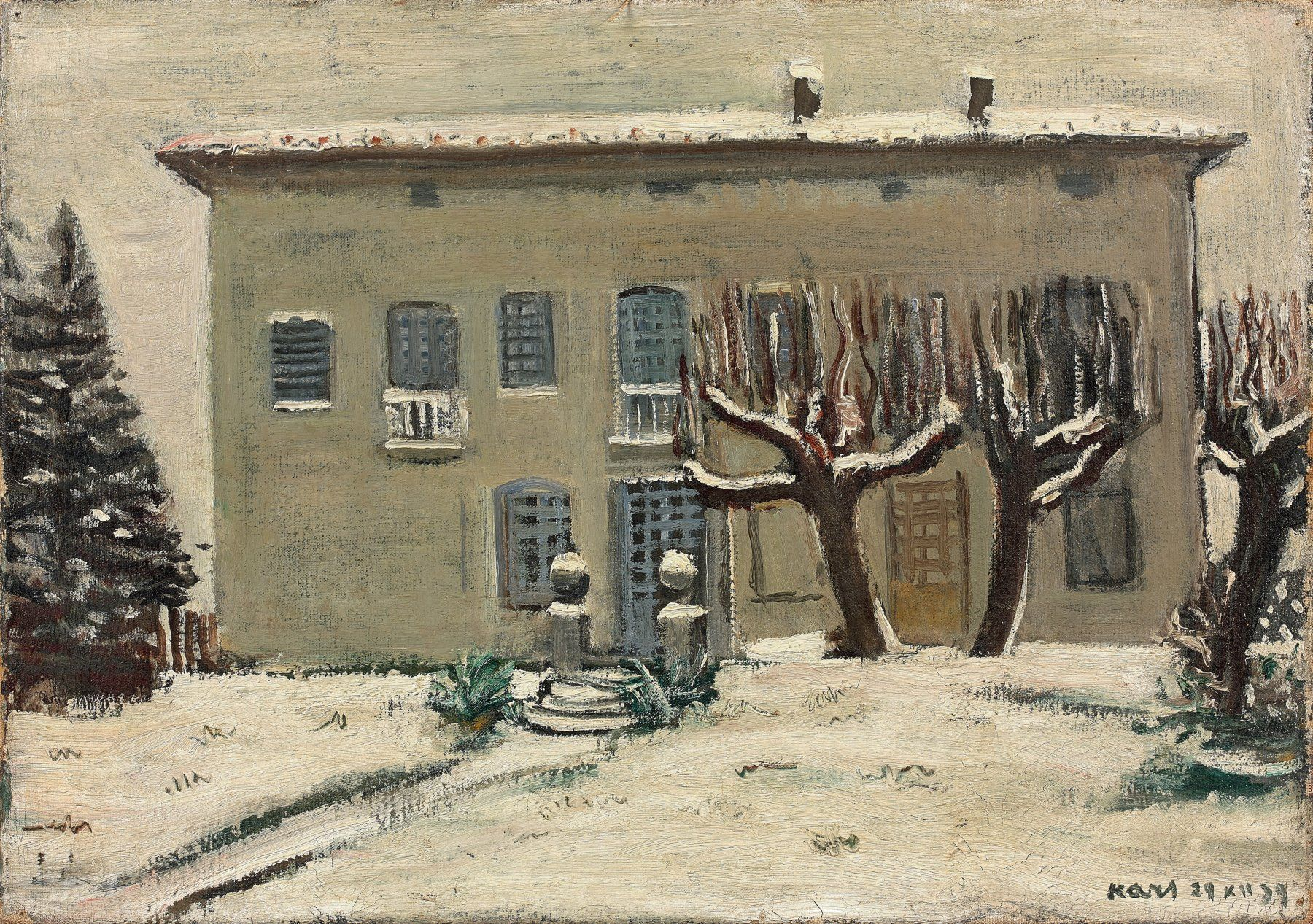
Cytadela, 1939
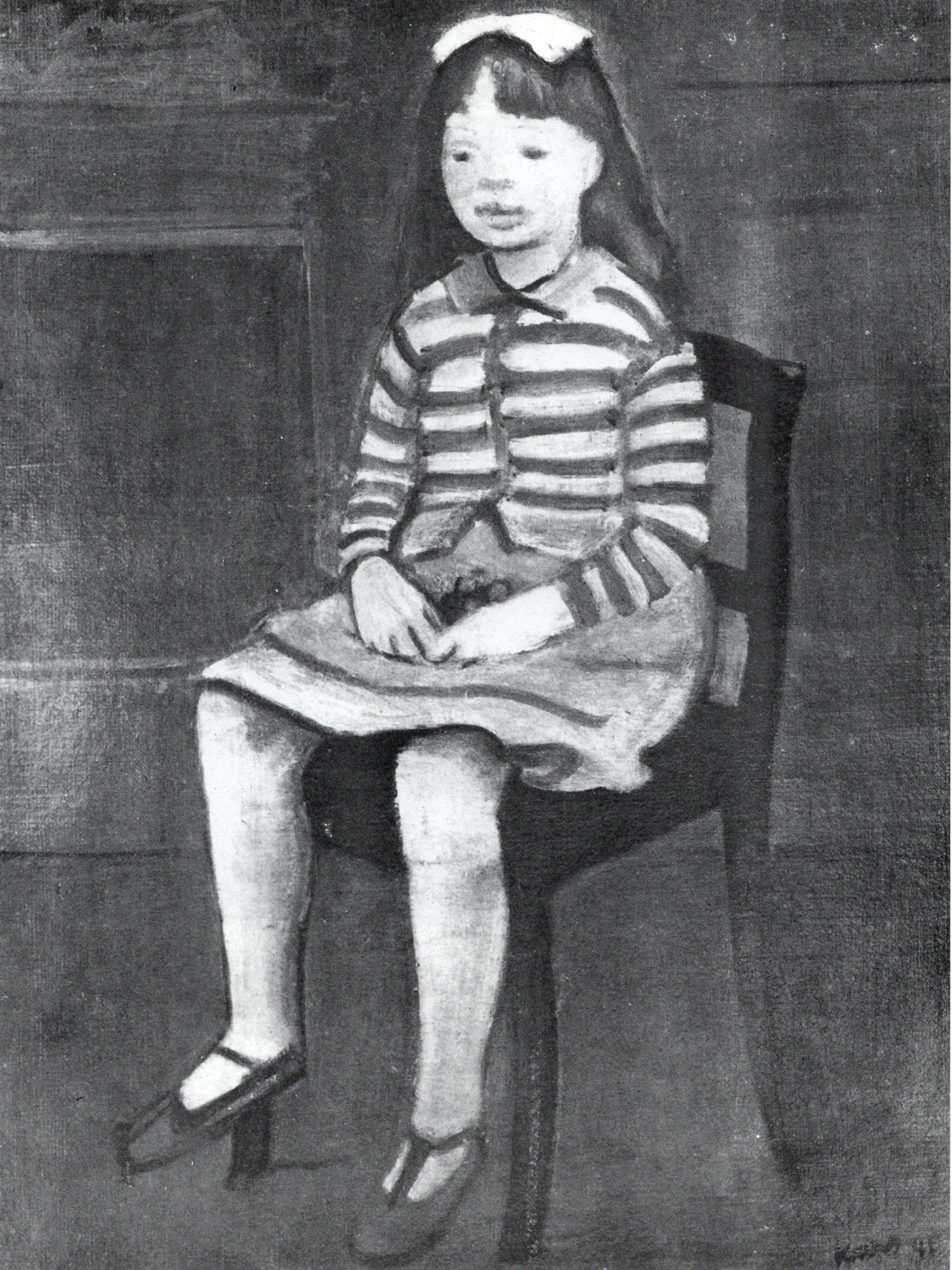
Dziewczynka z wiśniami, 1941